# James Thomas Fields
Pour les articles homonymes, voir James Fields et Fields.
James Thomas Fields, né le 31 décembre 1817 à Portsmouth dans le New Hampshire et mort le 24 avril 1881 à Boston  dans le Massachusetts, est un directeur de publication, rédacteur et poète américain. Il est l'époux de Annie Adams Fields.

## Œuvres
- Yesterdays with Authors (1871)
- Underbrush (1877)
- Ballads and Verses (1880)